# Saint-Bardoux
Pour les articles homonymes, voir Bardoux.
Saint-Bardoux est une commune française située dans le département de la Drôme en région Auvergne-Rhône-Alpes.

## Géographie

### Localisation
Saint-Bardoux est situé à 10 km au nord-ouest de Romans-sur-Isère (chef-lieu du canton) et à 15 km à l'est de Tain-l'Hermitage.

### Communes limitrophes
| Saint-Donat-sur-l'Herbasse Clérieux | Saint-Donat-sur-l'Herbasse | Peyrins          |
| Clérieux                            | Saint-Bardoux              | Romans-sur-Isère |
| Clérieux Granges-les-Beaumont       | Granges-les-Beaumont       | Romans-sur-Isère |

### Hydrographie
Le territoire communal est traversé par le Chalon, un  affluent de l'Isère et donc un sous affluent du Rhône.

### Climat
Pour des articles plus généraux, voir Climat d'Auvergne-Rhône-Alpes et Climat de la Drôme.
En 2010, le climat de la commune est de type climat du Bassin du Sud-Ouest, selon une étude du Centre national de la recherche scientifique s'appuyant sur une série de données couvrant la période 1971-2000. En 2020, Météo-France publie une typologie des climats de la France métropolitaine dans laquelle la commune est dans une zone de transition entre le climat de montagne et le climat méditerranéen et est dans la région climatique  Moyenne vallée du Rhône, caractérisée par un bon ensoleillement en été (fraction d’insolation > 60 %), une forte amplitude thermique annuelle (4 à 20 °C), un air sec en toutes saisons, orageux en été, des vents forts (mistral), une pluviométrie élevée en automne (250 à 300 mm). 
Pour la période 1971-2000, la température annuelle moyenne est de 12,1 °C, avec une amplitude thermique annuelle de 17,9 °C. Le cumul annuel moyen de précipitations est de 909 mm, avec 7,8 jours de précipitations en janvier et 5,7 jours en juillet. Pour la période 1991-2020, la température moyenne annuelle observée sur la station météorologique de Météo-France la plus proche, « Marsaz », sur la commune de Marsaz à 4 km à vol d'oiseau, est de 12,8 °C et le cumul annuel moyen de précipitations est de 883,4 mm,. Pour l'avenir, les paramètres climatiques de la commune estimés pour 2050 selon différents scénarios d'émission de gaz à effet de serre sont consultables sur un site dédié publié par Météo-France en novembre 2022.

### Voies de communication et transports
Le territoire communal est traversé par la route départementale 574 (RD574).

## Urbanisme

### Typologie
Au 1er janvier 2024, Saint-Bardoux est catégorisée commune rurale à habitat dispersé, selon la nouvelle grille communale de densité à 7 niveaux définie par l'Insee en 2022.
Elle est située hors unité urbaine. Par ailleurs la commune fait partie de l'aire d'attraction de Romans-sur-Isère, dont elle est une commune de la couronne,. Cette aire, qui regroupe 30 communes, est catégorisée dans les aires de 50 000 à moins de 200 000 habitants,.

### Occupation des sols
L'occupation des sols de la commune, telle qu'elle ressort de la base de données européenne d’occupation biophysique des sols Corine Land Cover (CLC), est marquée par l'importance des territoires agricoles (71,3 % en 2018), une proportion identique à celle de 1990 (71,3 %). La répartition détaillée en 2018 est la suivante : 
zones agricoles hétérogènes (66,9 %), forêts (28,7 %), terres arables (3,1 %), cultures permanentes (1,1 %), prairies (0,1 %). L'évolution de l’occupation des sols de la commune et de ses infrastructures peut être observée sur les différentes représentations cartographiques du territoire : la carte de Cassini (XVIIIe siècle), la carte d'état-major (1820-1866) et les cartes ou photos aériennes de l'IGN pour la période actuelle (1950 à aujourd'hui).

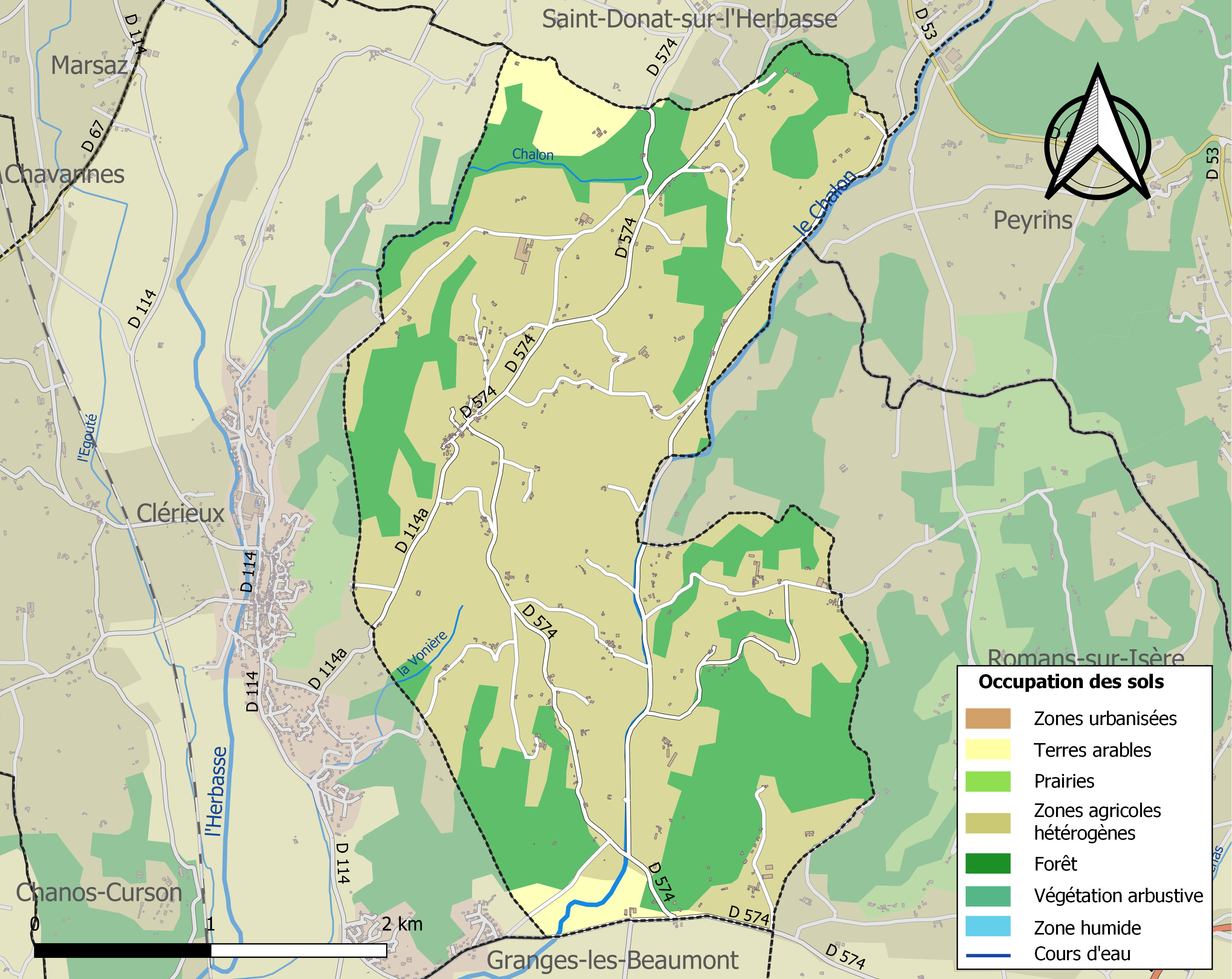
Carte des infrastructures et de l'occupation des sols de la commune en 2018 (CLC).

## Toponymie

### Attestations
Dictionnaire topographique du département de la Drôme :
- 844 : mention de l'église : basilica Sancti Bardulphi (Baluze, Capit., II, 956).
- XIVe siècle : mention du prieuré : prioratus Sancti Bardulphi (pouillé de Vienne).
- 1449 : Sanctus Bardulphus et Sanctus Baldulphus (terrier de Vernaison).
- 1459 : ad Sanctum Barduellum (terrier de Vernaison).
- 1492 : Sainct Bardulx (archives de la Drôme, E 3711).
- 1521 : mention de l'église : ecclesia Sancti Bardulphi (pouillé de Vienne).
- 1647 : Saint Bardoux sur Clérieux (archives de la Drôme, C 809).
- 1891 : Saint-Bardoux, commune du canton de Romans.

## Histoire
Pour un article plus général, voir Histoire de la Drôme.

### Du Moyen Âge à la Révolution
Au Moyen Âge, un petit monastère est fondé par le moine Bardulphus (qui laissa son nom à l'endroit).
La seigneurie : au point de vue féodal, la terre fait partie de la baronnie de Clérieux.
Le monastère  est ruiné lors des guerres de Religion.
Avant 1790, Saint-Bardoux était une paroisse du diocèse de Vienne et de la communauté de Clérieux, dont l'église était celle d'un prieuré de l'ordre de Saint-Benoît, filiation de Saint-Pierre de Vienne, connu dès le IXe siècle, uni à la mense capitulaire de Vienne au XVIIIe siècle, et dont le titulaire avait la collation de la cure et les dîmes de la paroisse.

### De la Révolution à nos jours
En 1790, la paroisse fait partie de la commune de Clérieux.
Le 19 juillet 1886, la section et paroisse de Saint-Bardoux est distraite de la commune de Clérieux pour former une commune distincte du canton de Romans.

## Politique et administration

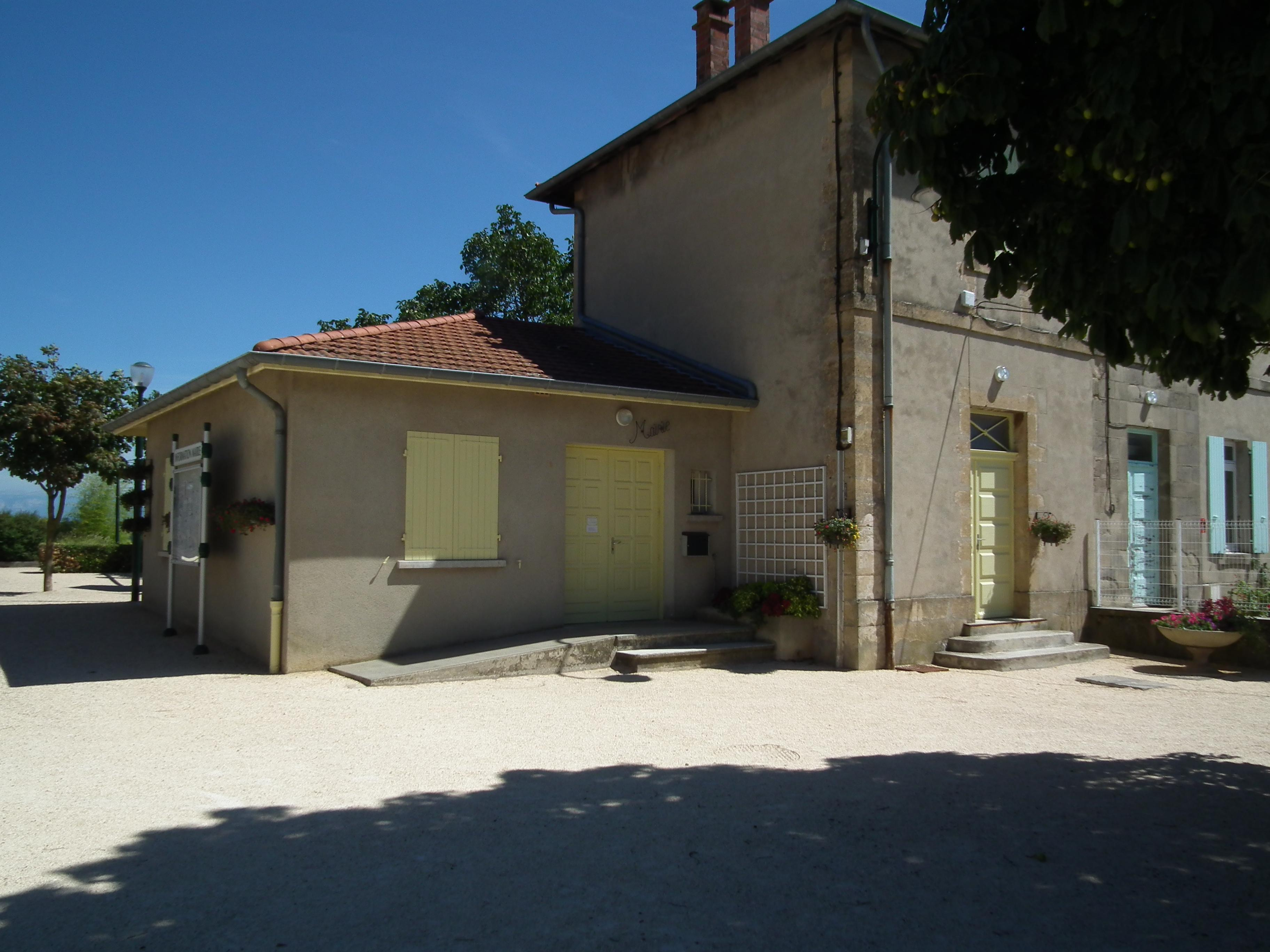
La mairie.

### Liste des maires
| Période                                  | Période  | Identité      | Étiquette | Qualité     |
| ---------------------------------------- | -------- | ------------- | --------- | ----------- |
| Les données manquantes sont à compléter. |          |               |           |             |
| avant 1981                               | ?        | Joseph Larat  |           |             |
| mars 2008                                | En cours | Gérard Deroux | DVD       | Agriculteur |

## Population et société

### Démographie
L'évolution du nombre d'habitants est connue à travers les recensements de la population effectués dans la commune depuis 1886. Pour les communes de moins de 10 000 habitants, une enquête de recensement portant sur toute la population est réalisée tous les cinq ans, les populations de référence des années intermédiaires étant quant à elles estimées par interpolation ou extrapolation. Pour la commune, le premier recensement exhaustif entrant dans le cadre du nouveau dispositif a été réalisé en 2005.

En 2022, la commune comptait 599 habitants, en évolution de −1,32 % par rapport à 2016 (Drôme : +2,64 %, France hors Mayotte : +2,11 %).
| 1886 | 1891 | 1896 | 1901 | 1906 | 1911 | 1921 | 1926 | 1931 |
| ---- | ---- | ---- | ---- | ---- | ---- | ---- | ---- | ---- |
| 508  | 504  | 502  | 489  | 514  | 467  | 425  | 424  | 418  |

| 1936 | 1946 | 1954 | 1962 | 1968 | 1975 | 1982 | 1990 | 1999 |
| ---- | ---- | ---- | ---- | ---- | ---- | ---- | ---- | ---- |
| 362  | 345  | 345  | 327  | 318  | 340  | 403  | 532  | 541  |

| 2005 | 2006 | 2010 | 2015 | 2020 | 2022 | - | - | - |
| ---- | ---- | ---- | ---- | ---- | ---- | - | - | - |
| 615  | 612  | 582  | 600  | 594  | 599  | - | - | - |

### Enseignement
La commune est rattachée à l'académie de Grenoble.

### Manifestations culturelles et festivités
- Fête : le dimanche suivant le 2 mai[14].

### Médias
La commune se situe sur l'aire de distribution de 4 journaux locaux :
- Le Dauphiné libéré (quotidien régional).
- L'Impartial de la Drôme (hebdomadaire local).
- Drôme Hebdo (anciennement Peuple Libre) (hebdomadaire local).
- L'Agriculture drômoise (hebdomadaire agricole et rural).

## Économie
En 1992 : bois, céréales, vignes, vergers, porcins, caprins, bovins.
- Produits locaux : fromages[14].

## Culture locale et patrimoine

### Lieux et monuments
- Chapelle de Saint-Baudile (mentionnée au XIe siècle)[14], à quelques kilomètres du village, est typique de l'art roman de la Drôme des collines[réf. nécessaire].

Elle rappelle la présence d'une source dont l'eau avait le pouvoir, disait-on, de guérir les enfants malades. On y lançait un mouchoir, un linge ou une feuille de lierre, s'ils ne revenaient pas à la surface, il n'y avait plus d'espoir.
- Traces de l'ancien cimetière (quartier des baumes) qui a été transféré autour de l'église actuelle en 1850[13].
- Église Saint-Bardoux de Saint-Bardoux du XIXe siècle : tableau sur bois (classé)[14]. Elle a été totalement restaurée en 1992[13].

### Héraldique, logotype et devise
|  | Saint-Bardoux possède des armoiries dont l'origine et le blasonnement exact ne sont pas disponibles. |